# ウェザー・リポート
ウェザー・リポート（Weather Report）は、ジョー・ザヴィヌルとウェイン・ショーターの2人が中心になり、1970年に結成されたエレクトリック系サウンドをメインとしたアメリカのジャズ、フュージョン・グループである。　

## 概略

### 結成まで
ジョー・ザヴィヌルとウェイン・ショーターは1959年のメイナード・ファーガソン・ビッグ・バンドに2人とも在籍していたことがあり、その後、ジョー・ザヴィヌルはキャノンボール・アダレイのグループに加入した。ウェイン・ショーターは第2期マイルス・デイヴィス・クインテットに加し、1963年から1970年までマイルス・デイヴィス・グループに在籍、アコースティック・サウンド時代からエレクトリック・サウンド時代まで関与していた。一方のジョー・ザヴィヌルは1969年のアルバム『イン・ア・サイレント・ウェイ』で、マイルスがジャズに初めてエレクトリック・サウンドを導入した作品に「イン・ア・サイレント・ウェイ」という曲提供及びオルガン奏者で参加し、1970年のアルバム『ビッチェズ・ブリュー』では「ファラオズ・ダンス」という曲提供及びエレクトリック・ピアノでチック・コリアと共に参加するなど、ジャズに対して積極的にエレクトリック・サウンドが導入され始めた時期に、新しいジャズ・サウンドの構築などで貢献し、その時期にウェイン・ショーターとスタジオで再会することになった。
その2人が1970年に自分らのグループを結成する運びとなり、ドラマーにアルフォンス・ムゾーン、パーカッショニストにアイアート・モレイラとドン・ウン・ロマン、ベーシストにミロスラフ・ヴィトウスを迎えて結成された。初期の作品はマイルス・デイヴィスの『ビッチェズ・ブリュー』の延長線上にあり、それを意識したサウンドになっていた。デビュー・アルバムの『ウェザー・リポート』はアコースティックベースと生楽器が主体でシンセサイザーはまだ使用せず、後の作品に比べるとソフトなサウンドが聴ける作品で、『ダウン・ビート』誌では1971年の「アルバム・オブ・ザ・イヤー」の栄誉を与えられるなど、注目を集めた作品になっていた。セカンド・アルバムの『アイ・シング・ザ・ボディ・エレクトリック』からはシンセサイザーやサウンド・エフェクト類が多用されるようになった。そして、このアルバムの一部分には日本公演時のライブ演奏テイクが使われていて、後に2枚組の『ライヴ・イン・トーキョー』としても日本公演時の音源は発売されることとなった。

### ファンク・グルーヴの導入
アルバム『スウィートナイター』の時期から、ウェザー・リポートのサウンドにファンク・グルーヴの要素が採り入れられるようになり、ミロスラフ・ヴィトウスもアコースティックベースに加えてエレクトリックベースも頻繁に使うようになり、曲によってはインプロヴィゼーション・セクションになると曲中でエレクトリックベースに持ち替えるなど、1曲の中でも多彩なサウンドを要求されるようになってきた。ウェイン・ショーターは以前、自分のアルバム『ノン・ストップ・ホーム』の最後の曲で、当時チャック・マンジョーネ・グループに居てフレットレス・エレクトリックベースを弾いていたアルフォンソ・ジョンソンに参加してもらったことがあり、そのベース・サウンドをウェザー・リポートでも活かしたいと思い、彼をウェザー・リポートに呼び入れることにしたため、1974年のアルバム『ミステリアス・トラヴェラー』制作途中でベーシストがミロスラフ・ヴィトウスからアルフォンソ・ジョンソンへと交代することになり、新たなグルーヴとサウンドがもたらされた。

### 固定ドラマーの不在
ファースト・アルバムの『ウェザー・リポート』から『ヘヴィ・ウェザー』までの8年間、ウェザー・リポートにとっては、ほぼ1年ごとにドラマーが変わってしまうなどウェザー・リポートに定着したドラマーを探すことが困難な時期でもあった。初代ドラマーのアルフォンス・ムゾーン、エリック・グラヴァット、グレッグ・エリコ、イシュマエル・ウィルバーン、スキップ・ハデン、ダリル・ブラウン、レオン・チャンクラー、チェスター・トンプソン、そしてアレックス・アクーニャなど、ジャコが1978年にピーター・アースキンを見つけてくるまでの間には目まぐるしくドラマーが交代する状況が続いていた。そしてピーター・アースキンとオマー・ハキムだけが3年以上在籍したドラマーとなるなど、ウェザー・リポートにとってはドラマーとの組み合わせが難しい一面もあった。

### 中期のウェザー・リポート
ウェザー・リポートがブレークする切っ掛けとなった1974年の『ミステリアス・トラヴェラー』の時期、アコースティック・ベースの代わりにエレクトリックベースがほぼ全曲で使用されるようになっていたが、ジョー・ザヴィヌルによるシンセサイザーも多用されるようになってきたため、宇宙的で幻想的なサウンドも目立つようになってきた。このアルバムではそういった新しいジャズへのアプローチが評価され、再び『ダウン・ビート』誌の「アルバム・オブ・ザ・イヤー」の栄誉を得るなどの評価を得ていた。1975年のアルバム『テイル・スピニン (幻祭夜話)』の頃には、シンセサイザーの技術革新や新機種の登場などにより一層シンセサイザーの比重が高まっていたが、このアルバムでは他のアルバムにはないほど、ウェイン・ショーターのサックス・ソロがフィーチャーされたアルバムにもなっていて、このアルバムでも『ダウン・ビート』誌の「アルバム・オブ・ザ・イヤー」の栄誉を得ることになった。

### ジャコ・パストリアス加入
ファンキーなベース・リフを弾いていたアルフォンソ・ジョンソンに代わり、1975年に自身のソロ・デビュー・アルバムを発表したばかりのジャコ・パストリアスが、翌1976年のアルバム『ブラック・マーケット』の制作後半から参加し、ジャコも「バーバリー・コースト」を提供した。また、アルバム全体でファンク・ジャム・セッションが繰り広げられていて、よりオリエンタルなメロディー・ラインへと変わっていった。その後、『ブラック・マーケット』ではパーカショニストとして参加していたチェスター・トンプソンに代わり、プエルトリコ出身のマノロ・バドレーナを迎え入れ、またアレックス・アクーニャがドラマーとなった。1976年のモントルー・ジャズ・フェスティバルへの出演なども含めて、ウェザー・リポートは頂点の時期を迎え始めることとなった。1977年のアルバム『ヘヴィ・ウェザー』ではジャコのベース・ソロとドラミングが炸裂する「ティーン・タウン」が収録され、一躍ベーシストからの注目を集めることとなり、「バードランド」ではベースによるピッキング・ハーモニクスなどの斬新な手法でリフを弾くなど、ポップなサウンドはジャズ・ファン以外にもフュージョン・ファンへも層を広げ、支持されるようになっていった。『ヘヴィ・ウェザー』発売後、ドラマー及びパーカショニストとして在籍していた アレックス・アクーニャとパーカショニストのマノロ・バドレナがグループを離れてしまい、一時期メンバーは過去最少の3人になってしまう。そして1978年のアルバム『ミスター・ゴーン』では、まだ正式メンバーになる前のピーター・アースキンと、トニー・ウィリアムス、スティーヴ・ガッドらの参加で、当時のフュージョン界でのトップ・ドラマー参加などでも話題を呼び、アルバム・サウンドの方はジョー・ザヴィヌル色が強いシンセ・サウンドとシークエンスが多用されたものになったが、ジャコは「パンク・ジャズ」という曲を提供し、コンポーザーとしての存在感も徐々に示すようになっていた。

### ワールド・ツアー
ピーター・アースキンが正式加入して4人編成となったウェザー・リポートは、この時期になると世界各国へのツアーに出るようになり数多くのライブをこなすグループになっていた。1979年には、アメリカ公演などから厳選されたテイクが2枚組LPとなったアルバム『8:30』に収められ、LPの4面目には最新のスタジオ録音が入っていて、ライブ盤とスタジオ盤での差が余りないアンサンブルとなっていった。

### ハバナ・ジャム
1979年の3月2日から3月4日にわたってキューバで行われたハバナ・ジャム (Havana Jam) に出演することになり、この大規模なイベントにアメリカ側からは、スティーヴン・スティルス、CBS ジャズ・オールスターズ (CBS Jazz All-Stars)、トリオ・オブ・ドゥーム、ファニア・オールスターズ、ビリー・スワン (Billy Swan)、ボニー・ブラムレット (Bonnie Bramlett)、マイク・フィネガン (Mike Finnegan)、クリス・クリストファーソン、リタ・クーリッジ、ビリー・ジョエルらが参加し、キューバ側からも、イラケレ、パッチョ・アロンソ (Pacho Alonso)、タータ・ギネス (Tata Güines)、オルケスタ・アラゴン (Orquesta Aragón)などが参加していて、共産圏で行われた初の共同イベントとして歴史的な物となった。この模様はカステラノス (Ernesto Juan Castellanos) によって『ハバナ・ジャム '79 (Havana Jam '79)』として記録されている。そして、ウェザー・リポートの黄金期と言われている1976年から1981年の間は世界各地の大規模なジャズ・フェスティバルへ参加することが多くなり、ウェザー・リポートが出演するとなると観客動員数も鰻登りになる人気を誇っていた。

### ナイト・パッセージ
アルバム『ナイト・パッセージ』発売前年の1981年ワールド・ツアーではパーカショニストにロバート・トーマス・ジュニアが参加して再び5人編成になり、グループとしてもメンバー各々の実力が均衡してきたため、脂がのりきった状態になっていた。1981年のツアーでは未発売の曲が大半を占めていて、それらの曲は次作アルバム収録曲のリハーサルも兼ねていた。1982年、『ナイト・パッセージ』の制作は、ロサンジェルスにあったA&Mスタジオ の体育館のように巨大なルーム・サイズを持つAスタジオで行われ、クインシー・ジョーンズなどの音楽業界人も含む沢山のオーディエンスが居る状態でスタジオ・ライブ・レコーディングされたため、1981年のツアーは未発表曲のお披露目的意味合いもあったが、「マダガスカル」だけは、大阪フェスティバル・ホールで収録されたコンサート音源がそのままアルバムにも採用されることになった。

### 黄金期 - 解散まで
アルバム『ウェザー・リポート'81』が発売される前年の1981年暮れには、黄金期を築いたメンバーだったジャコ・パストリアスが自己のバンド結成のために脱退することになり、それに続きピーター・アースキンもジャコのバンド加入のため脱退してしまった。ジャコは自分のバンド以外にもジョニ・ミッチェルのアルバムやツアーをこなすなど、多方面で活躍するようにもなっていた。そして、ウェザー・リポートは新たなリズムセクションとしてオマー・ハキムとヴィクター・ベイリーを迎えて活動を続けることになった。そのころから世界的にはジャズ/フュージョンに対して1970年代後半のような盛り上がりを見せなくなってきており、混迷する時代へと入っていった時期でもあった。当然、ウェザー・リポートの音楽性もそれに応じて様々に変化し、ゲスト・ミュージシャンに「バードランド」を自分たちのアルバムでもカバーしていたマンハッタン・トランスファーを招くなど、よりポップな路線も見せ始め、新たなリズム・セクションによりジャズ面よりもフュージョン面が押し出たサウンドになっていった。そして、1986年、ジョー・ザヴィヌルとウェイン・ショーターが、新たなサウンドを求めてそれぞれのバンドを作ることとなり、ウェザー・リポートは解散することとなった。

## レコーディング・メンバー
| 担当楽器       | 担当者                       | 原語表記              | 所属時期              | 参加アルバム                                                                                     |
| -------------- | ---------------------------- | --------------------- | --------------------- | ------------------------------------------------------------------------------------------------ |
| キーボード     | ジョー・ザヴィヌル           | Joe Zawinul           | 1971年-1986年         | 全作品                                                                                           |
| サックス       | ウェイン・ショーター         | Wayne Shorter         | 1971年-1986年         | 全作品                                                                                           |
| ベース         | ミロスラフ・ヴィトウス       | Miroslav Vitouš       | 1971年-1974年         | Weather Report 1971, I Sing The Body Electric, Live in Tokyo, Sweetnighter, Mysterious Traveller |
| ベース         | アルフォンソ・ジョンソン     | Alphonso Johnson      | 1974年-1976年         | Mysterious Traveller, Tale Spinnin', Black Market                                                |
| ベース         | ジャコ・パストリアス         | Jaco Pastorius        | 1976年-1982年         | Black Market, Heavy Weather, Mr. Gone, 8:30, Night Passage, Weather Report 1982                  |
| ベース         | ヴィクター・ベイリー         | Victor Bailey         | 1983年-1986年         | Procession, Domino Theory, Sportin' Life, This is This                                           |
| ドラムス       | アルフォンス・ムゾーン       | Alphonse Mouzon       | 1971年                | Weather Report 1971                                                                              |
| ドラムス       | エリック・グラヴァット       | Eric Gravatt          | 1972年-1973年         | I Sing The Body Electric, Live in Tokyo, Sweetnighter                                            |
| ドラムス       | イシュマエル・ウィルバーン   | Ishmael Wilburn       | 1974年                | Mysterious Traveller                                                                             |
| ドラムス       | レオン・チャンクラー         | Leon 'Ndugu' Chancler | 1975年                | Tale Spinnin                                                                                     |
| ドラムス       | チェスター・トンプソン       | Chester Thompson      | 1976年                | Black Market                                                                                     |
| ドラムス       | アレックス・アクーニャ       | Alex Acuña            | 1976年-1977年         | Heavy Weather                                                                                    |
| ドラムス       | ピーター・アースキン         | Peter Erskine         | 1978年-1982年、1986年 | Mr. Gone, 8:30, Night Passage, Weather Report 1982, This Is This                                 |
| ドラムス       | オマー・ハキム               | Omar Hakim            | 1983年-1986年         | Procession, Domino Theory, Sportin' Life, This Is This                                           |
| パーカッション | アイアート・モレイラ         | Airto Moreira         | 1971年                | Weather Report 1971                                                                              |
| パーカッション | ドン・ウン・ロマン           | Dom Um Romão          | 1972年-1974年         | I Sing The Body Electric, Live In Tokyo, Sweetnighter, Mysterious Traveller                      |
| パーカッション | アリリオ・リマ               | Alyrio Lima           | 1975年                | Tale Spinnin                                                                                     |
| パーカッション | アレックス・アクーニャ       | Alex Acuña            | 1975年                | Black Market, Heavy Weather                                                                      |
| パーカッション | マノロ・バドレーナ           | Manolo Badrena        | 1976年-1978年         | Heavy Weather, Mr. Gone                                                                          |
| パーカッション | ロバート・トーマス・ジュニア | Robert Thomas Jr.     | 1980年-1982年         | Night Passage, Weather Report 1982                                                               |
| パーカッション | ホセ・ロッシー               | Jose Rossy            | 1983年-1984年         | Procession, Domino Theory                                                                        |
| パーカッション | ミノ・シネル                 | Mino Cinelu           | 1985年-1986年         | Sportin' Life, This Is This                                                                      |

### 主なゲスト・ミュージシャン
| - アルフィー・サイラス (Alfie Silas) - ボーカル - アンドリュー・ホワイト (Andrew White III) - ベース、Eホーン - バーバラ・バートン (Barbara Burton) - パーカッション - ボビー・マクファーリン (Bobby McFerrin) - ボーカル - キャノンボール・アダレイ (Cannonball Adderley) - アルトサックス - カール・アンダーソン (Carl Anderson) - ボーカル - カルロス・キャベリーニ (Carlos "Omega" Caberini) - ボーカル - カルロス・サンタナ (Carlos Santana) - ギター - チャップマン・ロバーツ (Chapman Roberts) - ボーカル - チック・コリア (Chick Corea) - エレクトリック・ピアノ - コリーン・コイル (Colleen Coil) - ボーカル - ダリル・ブラウン (Darryl Brown) - ドラム - ダリル・フィネシー (Darryl Phinnessee) - ボーカル - デイヴ・ホランド (Dave Holland) - アコースティックベース - ディー・ディー・ベルソン (Dee Dee Bellson) - ボーカル - デニース・ウィリアムス (Deniece Williams) - ボーカル - ドン・アライアス (Don Alias) - パーカッション - エリッヒ・ザヴィヌル (Erich Zawinul) - パーカッション - グレッグ・エリコ (Greg Errico) - ドラム - ハービー・ハンコック (Herbie Hancock) - エレクトリック・ピアノ - ハーシェル・ドゥウェリンガム (Herschel Dwellingham) - ドラム - ヒューバート・ロウズ (Hubert Laws) - フルート - ジャック・ディジョネット (Jack Dejohnette) - ドラム - ジョン・マクラフリン (John McLaughlin) - ギター | - ジョン・ルーシェン (Jon Lucien) - ボーカル - ジョシー・アームストロング (Joshie Armstrong) - ボーカル - マンハッタン・トランスファー (The Manhattan Transfer) - ボーカル - モーリス・ホワイト (Maurice White) - ボーカル - マルンゴ (Marungo) - Israeli Jar Drum - マーヤ・バーンズ (Marva Barnes) - ボーカル - マイルス・デイヴィス (Miles Davis) - トランペット - ムルガ・ブッカー (Muruga Booker) - パーカッション - ナラダ・マイケル・ウォルデン (Narada Michael Walden) - ドラム - ナット・アダレイ (Nat Adderley) - コルネット - ラルフ・タウナー (Ralph Towner) - 12弦ギター - レイ・バレット (Ray Barretto) - パーカッション - ロイ・マッカーディ (Roy McCurdy) - ドラム - サイーダ・ギャレット (Siedah Garrett) - ボーカル - スキップ・ハデン (Skip Hadden) - ドラム - ソニー・シャーロック (Sonny Sharrock) - ギター - スティーヴ・ガッド (Steve Gadd) - ドラム - トニー・ウィリアムス (Tony Williams) - ドラム - ウォルター・ブッカー (Walter Booker) - アコースティックベース - ウエスト・ロサンゼルス・クリスチャン・アカデミー・チルドレンズ・クワイア (West Los Angeles Christian Academy Children's Choir) - ボーカル - ウィルマー・ワイズ (Wilmer Wise) - Dトランペット、ピッコロ・トランペット - ヨーランド・バヴァン (Yolande Bavan) - ボーカル |

## コンサートツアー時のメンバー変遷

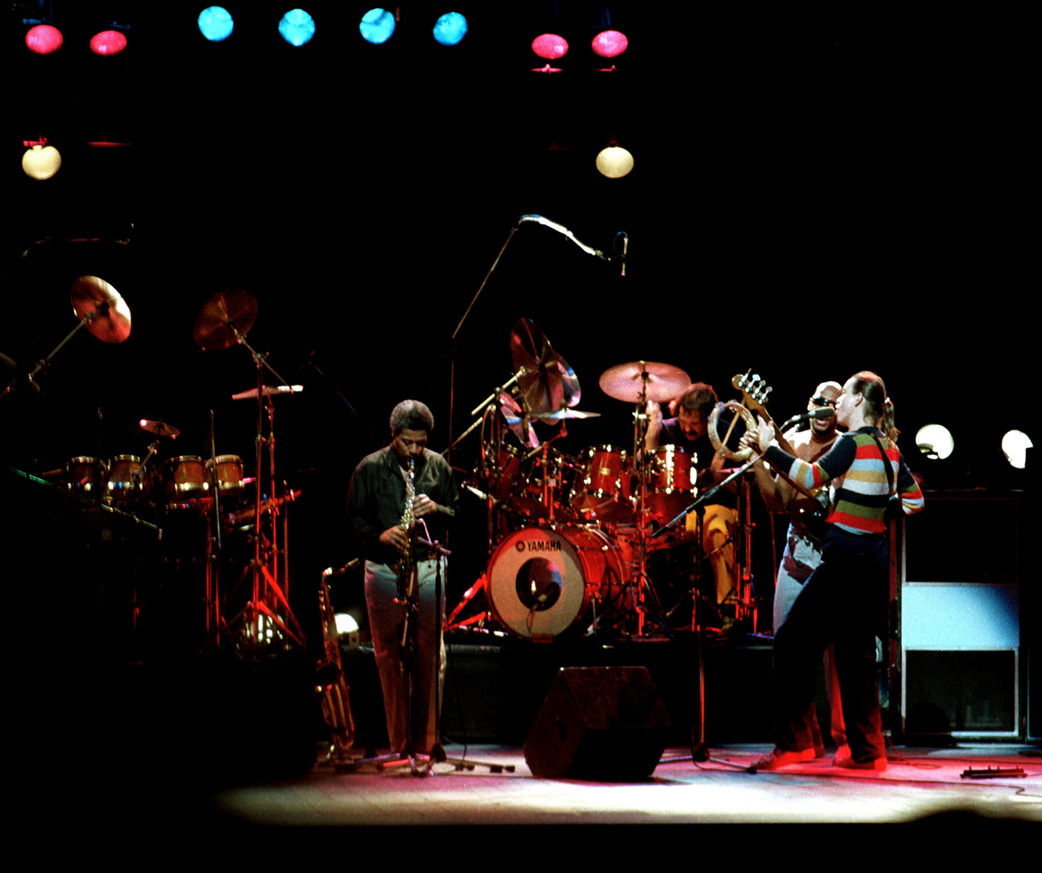
1981年6月11日、新宿厚生年金会館
画像左から Wayne Shorter, Peter Erskine, Robert Thomas Jr., Jaco Pastorius

| 年     | キーボード         | サックス             | ベース                   | ドラムス                                                     | パーカッション               |
| ------ | ------------------ | -------------------- | ------------------------ | ------------------------------------------------------------ | ---------------------------- |
| 1971年 | ジョー・ザヴィヌル | ウェイン・ショーター | ミロスラフ・ヴィトウス   | アルフォンス・ムゾーン                                       | ドン・ウン・ロマン           |
| 1972年 | ジョー・ザヴィヌル | ウェイン・ショーター | ミロスラフ・ヴィトウス   | エリック・グラヴァット                                       | ドン・ウン・ロマン           |
| 1973年 | ジョー・ザヴィヌル | ウェイン・ショーター | ミロスラフ・ヴィトウス   | グレッグ・エリコ                                             | ドン・ウン・ロマン           |
| 1974年 | ジョー・ザヴィヌル | ウェイン・ショーター | アルフォンソ・ジョンソン | ダリル・ブラウン イシュマエル・ウィルバーン スキップ・ハデン | 不在                         |
| 1975年 | ジョー・ザヴィヌル | ウェイン・ショーター | アルフォンソ・ジョンソン | チェスター・トンプソン                                       | アレックス・アクーニャ       |
| 1976年 | ジョー・ザヴィヌル | ウェイン・ショーター | ジャコ・パストリアス     | アレックス・アクーニャ                                       | マノロ・バドレーナ           |
| 1977年 | ジョー・ザヴィヌル | ウェイン・ショーター | ジャコ・パストリアス     | アレックス・アクーニャ                                       | マノロ・バドレーナ           |
| 1978年 | ジョー・ザヴィヌル | ウェイン・ショーター | ジャコ・パストリアス     | ピーター・アースキン                                         | 不在                         |
| 1979年 | ジョー・ザヴィヌル | ウェイン・ショーター | ジャコ・パストリアス     | ピーター・アースキン                                         | 不在                         |
| 1980年 | ジョー・ザヴィヌル | ウェイン・ショーター | ジャコ・パストリアス     | ピーター・アースキン                                         | ロバート・トーマス・ジュニア |
| 1981年 | ジョー・ザヴィヌル | ウェイン・ショーター | ジャコ・パストリアス     | ピーター・アースキン                                         | ロバート・トーマス・ジュニア |
| 1982年 | ジョー・ザヴィヌル | ウェイン・ショーター | ヴィクター・ベイリー     | オマー・ハキム                                               | ホセ・ロッシー               |
| 1983年 | ジョー・ザヴィヌル | ウェイン・ショーター | ヴィクター・ベイリー     | オマー・ハキム                                               | ホセ・ロッシー               |
| 1984年 | ジョー・ザヴィヌル | ウェイン・ショーター | ヴィクター・ベイリー     | オマー・ハキム                                               | ミノ・シネル                 |

## ディスコグラフィ

### アルバム
| アルバム・タイトル                       | 原題                     | 発売年 | 種類                        |
| ---------------------------------------- | ------------------------ | ------ | --------------------------- |
| ウェザー・リポート                       | Weather Report           | 1971年 | スタジオ・アルバム          |
| アイ・シング・ザ・ボディ・エレクトリック | I Sing the Body Electric | 1972年 | スタジオ + ライブ・アルバム |
| スウィートナイター                       | Sweetnighter             | 1973年 | スタジオ・アルバム          |
| ミステリアス・トラヴェラー               | Mysterious Traveller     | 1974年 | スタジオ・アルバム          |
| テイル・スピニン (幻祭夜話)              | Tale Spinnin'            | 1975年 | スタジオ・アルバム          |
| ブラック・マーケット                     | Black Market             | 1976年 | スタジオ・アルバム          |
| ヘヴィ・ウェザー                         | Heavy Weather            | 1977年 | スタジオ・アルバム          |
| ミスター・ゴーン                         | Mr. Gone                 | 1978年 | スタジオ・アルバム          |
| 8:30                                     | 8:30                     | 1979年 | ライブ + スタジオ・アルバム |
| ナイト・パッセージ                       | Night Passage            | 1980年 | スタジオ + ライブ・アルバム |
| ウェザー・リポート'81                    | Weather Report           | 1982年 | スタジオ・アルバム          |
| プロセッション                           | Procession               | 1983年 | スタジオ・アルバム          |
| ドミノ・セオリー                         | Domino Theory            | 1984年 | スタジオ・アルバム          |
| スポーティン・ライフ                     | Sportin' Life            | 1985年 | スタジオ・アルバム          |
| ディス・イズ・ディス                     | This Is This!            | 1986年 | スタジオ・アルバム          |

### ライブ・アルバム
| アルバム・タイトル                        | 原題                                | 発売年 | 種類                                                    |
| ----------------------------------------- | ----------------------------------- | ------ | ------------------------------------------------------- |
| ライヴ・イン・トーキョー                  | Live in Tokyo                       | 1972年 | ライブ・アルバム                                        |
| ハバナ・ジャム                            | Havana Jam                          | 1979年 | オムニバス・ライブ・アルバム （「Black Market」を収録） |
| ハバナ・ジャム II                         | Havana Jam II                       | 1979年 | オムニバス・ライブ・アルバム （「Teen Town」を収録）    |
| ライヴ&アンリリースド                     | Live and Unreleased                 | 2002年 | ライブ・コンピレーション・アルバム                      |
| レジェンダリー・ライヴ・テープス1978-1981 | The Legendary Live Tapes: 1978–1981 | 2015年 | ライブ・コンピレーション・アルバム                      |

### コンピレーション・アルバム
| アルバム・タイトル         | 原題               | 発売年 | 種類        |
| -------------------------- | ------------------ | ------ | ----------- |
| フォアキャスト・トゥモロウ | Forecast: Tomorrow | 2006年 | 3枚組CD+DVD |

## ビデオグラフィ
| タイトル                        | 原題                       | 発売年 | 備考                                                                             |
| ------------------------------- | -------------------------- | ------ | -------------------------------------------------------------------------------- |
| フォアキャスト・トゥモロウ      | Forecast: Tomorrow DVD     | 2006年 | 1978年9月29日、オッフェンバッハ・アム・マインでのコンサートを収録                |
| ライブ・アット・モントルー 1976 | Live at Montreaux 1976 DVD | 2007年 | 1976年7月6日、スイスで行われた「Montreaux Pop Festival」出演時のライブ演奏を収録 |